# Diga di Sarımsaklı
La diga di Sarımsaklı è una diga della Turchia. Si trova nella provincia di Kayseri.